# I. e. 280-as évek
Évszázadok: i. e. 4. század – i. e. 3. század – i. e. 2. század
Évtizedek: i. e. 320-as évek – i. e. 310-es évek – i. e. 300-as évek – i. e. 290-es évek – i. e. 280-as évek – i. e. 270-es évek – i. e. 260-as évek – i. e. 250-es évek – i. e. 240-es évek – i. e. 230-as évek – i. e. 220-as évek
Évek: i. e. 289 – i. e. 288 – i. e. 287 – i. e. 286 – i. e. 285 – i. e. 284 – i. e. 283 – i. e. 282 – i. e. 281 – i. e. 280